# Гайсин, Малик Фавзавиевич
Малик Фавзавиевич Гайсин (род. 26 февраля 1959, Свердловск) — российский предприниматель и политик. Депутат Государственной Думы второго созыва (1995—1999).

## Биография
Родился 26 февраля 1959 года в Свердловске.
В 1990-е годы Гайсин организует один из первых кооперативов в Свердловской области — «Прогресс». В 1992 году он возглавил «Среднеуральское акционерное общество», в которое входило около 120 предприятий, таких как Новолялинский целлюлозно-бумажный комбинат, Дегтярский машиностроительный завод (ЗАО «ДМЗ»), «Арамильский текстиль», завод радиоаппаратуры «Форманта».
В августе 1995 году участвовал в выборах губернатора Свердловской области, а позднее (в декабре 1995) избрался депутатом Госдумы второго созыва.
В августе 2023 года суд изъял в пользу государства принадлежащие Гайсину акции ОАО «Уралбиофарм», коммерческого банка «Вятич» и других предприятий.
В декабре 2023 суд удовлетворил иск к Гайсину как к бывшему владельцу ОАО «Уральский завод электрических соединений „Исеть“» на 690 млн рублей.